# La Consolació d'Alcalá la Real
La Consolació d'Alcalá la Real és una església situada a Alcalá la Real que forma part del Patrimoni Immoble d'Andalusia.

## Descripció
Els orígens del temple daten de mitjan segle xvi, com ho testifica la façana, però va patir una ampliació a mitjan segle xviii.
La planta és de creu llatina està inscrita en un rectangle amb una sola nau coberta amb volta de maó arrebossada amb morter simulant carreus de pedra. La volta està dividida en cinc trams mitjançant arcs faixons que descansen en els contraforts exteriors. Entre aquests s'aixequen petites capelles laterals aprofitant el gruix dels murs. Als peus es disposa un gran cor alt. L'espai central es cobreix amb llanterna sobre petxines decorades amb escuts i motius vegetals. La capella major és de testera plana amb alçats laterals que s'obren amb portes adovellades sobre les quals es col·loquen balcons també de llinda.
La façana principal, atribuïda a Juan de Aranda Salazar segueix esquemes manieristes i està dividida en dos cossos per una cornisa; l'inferior l'ocupa una portada formada per obertura de mig punt flanquejat per amples pilastres que tenen fornícules sobre columnes aparellades i que sostenen un entaulament; a sobre se situa una fornícula entre pilastres, rematada en frontó semicircular i acabada per balustres dobles; a banda i banda de la portada s'obren obertures de mig punt. El cos superior s'obre amb un òcul central i dos ovoides.
La torre se situa a la part dreta de la façana principal i presenta tres cossos separats per cornises amb pilastres a les cantonades i amb rematada en capitell octogonal.
La portada lateral, que dona al claustre del convent anomenat el Toril, té un ampli pati quadrat que arran de la desamortització va passar a mans d'un particular.

## Història
Aquest temple va acollir la nova seu de l'Església Abacial de la Mota, sent coneguda per això com l'Església de Santa Maria la Major. És la gran església d'Alcalá per excel·lència. A això contribueix la seva localització, les seves dimensions i el fet que es troba en ella la imatge de la Mare de Déu de la Mercè, patrona de la vila.
La construcció de l'església de la Consolació es va iniciar en 1538, tenint un ritme de creixement molt lent a conseqüència de l'escassetat de recursos econòmics. La pràctica totalitat del temple es va executar a la fi de segle xvi, i hi va treballar Ginés Martínez d'Aranda. Durant el segle XVII es van reprendre les obres i en el primer terç de segle xviii s'acaben la sagristia, el claustre i la capella major. A finals de l'XVIII es construeix la torre, que contrasta estilísticament amb la resta de l'església.
Un treballador del temple, el sacristà Francisco Zúñiga, de 52 anys, va ser assassinat amb arma blanca el divendres 26 de febrer del 2021. Es va decretar un dia de dol al municipi.